# فلم طارد الأرواح الشريرة بدون عنوان
فيلم طارد الأرواح الشريرة بدون عنوان هو فيلم رعب خارق للطبيعية أمريكي قادم من إخراج ديفيد غوردون غرين، الفيلم سيكون تكملة مباشرة لفيلم طارد الأرواح الشريرة (فيلم) إنتاج عام 1973. الفيلم من بطولة ليزلي أودوم جونيور وإلين بورستين، من المقرر عرض الفيلم في 13 أكتوبر 2023.

## روابط خارجية
- الموقع الرسمي
- مقالات تستعمل روابط فنية بلا صلة مع ويكي بيانات